# 鍾淑慧
鍾淑慧（英語：Lily Chung，1969年4月4日—），出生于汶萊，香港女演員，丈夫為藝人吳岱融，兩人育有一子。她早年於葵青區生活，在1982年畢業於石蔭慈幼學校上午校。在校時為校內籃球隊成員。後來參加1987年環球小姐選拔賽，並獲得香港區冠軍及最具氣質獎。她是唯一一位香港參加環球小姐競選非當屆香港小姐佳麗，由於無綫電視當年將香港小姐競選推遲，于是舉辦“環球小姐選拔賽”選出鍾淑慧為冠軍，代表香港參賽，並在環姐競選的泳裝環節中排名第廿一名。而當屆香港小姐冠軍楊寶玲則于1988年才出賽。此後，鍾淑慧簽約無綫電視，曾任主持及演出劇集，但發展不佳。1990年代中期，曾接拍數部三級片，并曾與後來的丈夫吳岱融合作拍攝激情戲，及後兩人于1995年結婚。
婚後淡出演藝圈並定居新加坡，偶爾參演一些戲劇與廣告。

## 電視劇（無綫電視）
- 1987年 《飛躍霓裳》 飾 同事
- 1988年 《誓不低頭》飾 陆国荣秘书
- 1988年 《阿德也瘋狂》
- 1989年 《花月佳期》
- 1989年 《公私三文治》飾 Sophia
- 1990年 《傲劍春秋》飾 薛縈
- 1990年 《螳螂小子》飾 袁劍虹（1994年首播）
- 1990年 《失職丈夫》飾 谷領弟
- 1991年 《蜀山奇俠之仙侶奇緣》飾 崔盈
- 1992年 《龍的天空》
- 1992年 《水滸英雄傳》飾 花玉蓮
- 1992年 《人鬼狐》飾 冷秋練
- 1993年 《天倫》 飾 林紫瓊
- 1993年 《金牙大狀》飾 伊靜
- 1994年 《俠女遊龍》飾 哈瑪帕木兒

## 電視電影（無綫電視）
- 1992年《羣星會》

## 電視劇（其它）
- 1996年 《千秋英烈傳之無名變》飾 年惠娥
- 1997年　馬來西亞HVD《紅塵歲月》
- 1999年 《真情告白》飾 赵文淑
- 2006年 《聊齋2之義犬》飾 劉芳
- 2006年　香港電台《賭海迷徒2006 錢塵往事三串七》
- 2008年 《陸小鳳傳奇之銀鉤賭坊》飾 丁香姨
- 2008年 《一千滴眼淚》
- 2009年　亞洲電視《東邊西邊》飾 珍妮
- 2017年　香港電台《申訴II 嫁妝》飾 華姐
- 2019年 《PTU機動部隊》飾 錢美嫦
- 2022年 《黑金風暴》飾 文靜母親
- 2022年 《榆陽秋》(2014年拍攝)飾 汪母

## 節目主持
- 《翡翠繽紛話八七》（1988年）
- 《K-100》（1988年）
- 《寰宇風情 夏威夷特輯》（1990年）
- 《都市閒情》（1992年）
- 《巴塞隆拿奧運 黎明總結》（1992年）

## 電影
- 午夜天使 （1990年）
- 情債 （1992年）
- 滅門慘案之孽殺 （1993年）－－麥惠芳
- 白髮魔女傳2 （1993年）－－刑慧
- 大迷信1993（1993年）
- 流氓社工 （1994年）－－Linda
- 奪命接觸 （1994年）
- 替天行道之殺兄 （1994年）－－Jenny
- 入魔 （1994年）
- 新男歡女愛 （1994年）
- 弱殺 （1994年）－－江旭明
- 黃大仙烏鼠 （1995年）－－桑妮
- 狼吻夜驚魂 （1995年）
- 二奶村之殺夫 （1995年）－－綺文
- 盲俠之再踏江湖 （1995年）
- 南洋十大邪術 （1995年）－－蓬眉
- 還是覺得你最好 （1995年）
- 香港重案實錄之西環浮屍 （1995年）－－胡美燕
- 古惑女之決戰江湖 （1996年）－－愛滋
- 神偷燕子李三 （1996年）
- 火鴛鴦 （1996年）
- 監獄風雲之少年犯 （1999年）－－輝母
- 紅牆盜影 （1999年）
- 有殺錯冇愛錯 （1999年）
- 黑獄聖女 （2000年）
- 雄霸四海 （2000年）
- 英雄神話 （2000年）
- 爆裂危情 （2000年）
- 聊齋花弄月之追魂物語 （2000年）
- 火武耀揚 （2000年）－－美麗
- 火拼街頭 （2000年）
- 還枝格格 （2000年）
- 淚眼殺星之八佰龍兵團 （2001年）－－黑豹
- 武神黑俠 （2001年）－－紅蠍
- 特工神諜 （2001年）
- 新天若有情 （2001年）
- 戰龍 （2001年）
- 忠奸道 （2001年）
- 血戰 （2001年）－－杜亦如
- 危情陷阱 （2002年）
- 家宅凶靈 （2002年）
- 赤裸性對抗 （2002年）
- 生死線 （2002年）
- 殺人曲 （2002年）－－單雨
- 少年賭聖 （2002年）
- 走投無路 （2002年）
- 危險關係 （2002年）
- 火線生死戀 （2002年）－－程雪
- 靈異鬼世界 （2003年）
- 道中道 （2003年）
- 應召女郎2003 （2003年）
- 蛇蠍情人 （2003年）
- 清理門戶 （2003年）
- K王之王: 失控羔羊 （2004年）
- 無間道長 （2004年）
- 危險人物之撕票大王 （2005年）－－張小惠
- 雷霆幹探 （2005年）
- 荷花三娘子（2009年）
- 連鎖（2009年）
- 聊齋畫皮（2009年）
- 聊齋3：嬰寧（2009年）
- 北角（2011年）

## 歌曲
- 1993年：《情深漢子》（與關禮傑合唱，收錄在《反斗最多星》CD）

## 外部連結
- 鍾淑慧的Facebook專頁
- 演员钟淑慧的新浪微博
- 鍾淑慧的新浪博客
- 鍾淑慧在互联网电影资料库（IMDb）上的資料（英文）
- 在AllMovie上鍾淑慧的頁面（英文）
- 鍾淑慧在香港影庫上的簡介
- 鍾淑慧在豆瓣上的资料（简体中文）
- 鍾淑慧在时光网上的簡介（简体中文）